# Pińczów (gmina)
Pińczów est une gmina mixte du powiat de Pińczów, Sainte-Croix, dans le centre-sud de la Pologne. Son siège est la ville de Pińczów, qui se situe environ 40 km au sud de la capitale régionale Kielce.
La gmina couvre une superficie de 212,75 km2 pour une population de 20 302 habitants (2019).

## Géographie
Outre la ville de Pińczów, la gmina inclut les villages d'Aleksandrów, Bogucice Drugie, Bogucice Pierwsze, Borków, Brzeście, Bugaj, Byczów, Chrabków, Chruścice, Chwałowice, Gacki, Grochowiska, Kopernia, Kowala, Kozubów, Krzyżanowice Dolne, Krzyżanowice Średnie, Leszcze, Marzęcin, Młodzawy Duże, Młodzawy Małe, Mozgawa, Nowa Zagość, Orkanów, Pasturka, Podłęże, Sadek, Skowronno Dolne, Skowronno Górne, Skrzypiów, Stara Zagość, Szarbków, Szczypiec, Uników, Winiary, Włochy, Wola Zagojska Dolna, Wola Zagojska Górna, Zagórzyce, Zakrzów et Zawarża.
La gmina borde les gminy de Busko-Zdrój, Chmielnik, Czarnocin, Działoszyce, Imielno, Kije, Michałów, Wiślica et Złota.